# Halálos iram
A Halálos iram (eredeti cím: Fast & Furious) 2009-ben bemutatott japán-amerikai akciófilm, a Halálos iramban-filmek negyedik része, egyben a legelső, Halálos iramban című 2001-es film közvetlen folytatása. A filmet Chris Morgan forgatókönyve alapján Justin Lin rendezte. A főbb szerepekben Paul Walker, Vin Diesel, Michelle Rodriguez, Jordana Brewster, John Ortiz és Laz Alonso látható.
A filmet az Amerikai Egyesült Államokban 2009. április 3-án mutatták be a mozikban, Magyarországon április 9-én jelent meg az UIP-Dunafilm forgalmazásában.

## Cselekmény
Öt évvel a Halálos iramban története után Dominic Toretto (Vin Diesel) és az új csapata, Leticia "Letty" Ortiz (Michelle Rodriguez), Leo Tego (Tego Calderón), Rico Santos (Don Omar), Cara Mirtha (Mirtha Michelle) és Han Seoul-Oh (Sung Kang) üzemanyag tartályokat térítenek el a Dominikai Köztársaságban. Dominic úgy érzi forró a talaj, ezért meglép, maga mögött hagyja Leticiá-t, hogy megóvja a lányt. Néhány héttel később Panamavárosban Dominic hívást kap a húgától, Mia Toretto-tól (Jordana Brewster), aki elmondja neki, hogy Letty-t Fenix Calderon (Laz Alonzo) megölte, miután egy majdnem végzetes balesetet szenvedett. Dominic fejvesztve tér vissza Los Angeles-be, hogy megvizsgálja Letty balesetének körülményeit, és nitro nyomokat talál. Ezután felkeresi az egyetlen nitrót használó autószerelőt, és kikényszeríti belőle David Park (Ron Yuan) nevét, aki az üzemanyagot rendelte.
Eközben az FBI ügynöke, Brian O’Conner (Paul Walker) próbálja börtönbe juttatni a drogbáró Arturo Braga-t (John Ortiz). A nyomozás szálai David Parkhoz vezetik. Dominic érkezik elsőként Park lakásába, és kilógatja az ablakon a lábánál fogva, mielőtt futni hagyja. Brian, aki közben már úton volt Park lakásához, megmenti, így Park lesz az FBI új informátora. Park elviszi Brian-t egy utcai autóversenyre Los Angeles-be. Brian egy tuningolt Nissan Skyline GT-R R34-est választ magának a rendőrség által lefoglalt autók közül. Dominic egy speciális 1970-es Chevrolet Chevelle-lel érkezik. Gisele Yashar (Gal Gadot), Braga szeretője, felfedi, hogy a verseny győztese lesz az utolsó sofőr a heroin csempész csapatban az amerikai-mexikói határnál. Dominic összeütközik Brain-nel, aki elveszti az uralmát kocsija felett, így Dom nyer. Brian, kihasználva FBI-ügynöki kapcsolatait, letartóztat egy másik sofőrt Dwigt Mueller-t (Greg Cipes), majd átveszi a helyét a csapatban.
Az elkövetkező napokban a csapat találkozik Braga emberével. Földalatti alagutakon keresztül szelik át a határt, hogy elkerüljék az átvizsgálást. Brian tudomást szerez róla, hogy miután a heroint leszállították, a sofőröket megölik. Mindeközben Dominic egy szoros kitérő után, leleplezi Fenix-t, hogy ő ölte meg Letty-t, Dom felrobbantja kocsijában a nitrot, elterelve ezzel Braga emberének figyelmét, Brian pedig elköt egy Hummer-t, amiben 60 millió dollár értékű heroin van. Mindketten visszatérnek Los Angeles-be, és elrejtik az anyagot a rendőrség lefoglalt járművei között, ahonnan Brian most egy Subaru Impreza WRX STI-vel távozik. Később Dominic rájön, hogy Brian volt az utolsó ember, akivel Leticia kapcsolatban állt, ezért Dom rátámad Brian-re mielőtt elmagyarázhatta volna, hogy Letty neki dolgozott, hogy lebuktassa Bragát, ezzel tisztázva Dominic nevét. Brian elmondja a főnökeinek, hogy Dominic szabadságáért cserébe, csapdába csalja Bragát, és rákényszeríti, hogy ő maga vegye át a pénzt a heroinért. Csakhogy az átadás helyszínén Ramon Campos (Robert Miano), aki Bragának adta ki magát, lelepleződik, és „Campos” az igazi Braga megmenekül, és átszökik Mexikóba.
Brian és Dominic egyedül mennek Mexikóba, hogy elfogják Bragát. Egy templomban találják meg és letartóztatják. Miközben Braga embere megpróbálja kiszabadítani főnökét, Brian és Dominic a földalatti járaton keresztül indul vissza az Egyesült Államokba. Brian autója összetörik, miután Braga embere tüzet nyit rá. Brian megsérül, mert Fenix belehajt az alagút végén a kocsijába, és ő beszorul. Mielőtt Fenix végezhetne Briannel, Dominic közbelép és megöli Fenixet. Miközben a rendőrség és a helikopterek közelednek a helyszín felé a határ amerikai oldalán, Brian megkéri Dominic-ot, hogy menjen el, de Dom tiltakozik, belefáradt a menekülésbe. Brian kegyelmi kérése ellenére a bíróság 25 évre ítéli Dominicot, közben Brian kilép az FBI-tól. Dominic felszáll a fegyencjáratra, ami elviszi őt a Lompoc-i börtönbe. Amint a busz halad az úton, felbukkannak Brian, Mia, Leo és Santos autói, hogy feltartóztassák a buszt, így jutunk el a Halálos iramban: Ötödik sebesség eseményeihez.

## Szereplők
| Színész            | Szerep                      | Magyar hang     |
| ------------------ | --------------------------- | --------------- |
| Vin Diesel         | Dominic Toretto             | Galambos Péter  |
| Paul Walker        | Brian O'Conner              | Viczián Ottó    |
| Jordana Brewster   | Mia Toretto                 | Ruttkay Laura   |
| Michelle Rodriguez | Letty Ortiz                 | Solecki Janka   |
| Sung Kang          | Han Seoul-Oh                | Sörös Miklós    |
| John Ortiz         | Arturo Braga (Ramon Campos) | Dányi Krisztián |
| Laz Alonso         | Fenix Calderon              | Szabó Máté      |
| Gal Gadot          | Gisele Harabo               | Kerekes Andrea  |
| Jack Conley        | Penning                     | Rosta Sándor    |
| Shea Whigham       | Ben Stasiak ügynök          | Holl Nándor     |
| Liza Lapira        | Sophie Trinh ügynök         | Vadász Bea      |

## Fordítás
- Ez a szócikk részben vagy egészben  a   Fast & Furious (2009 film) című angol Wikipédia-szócikk fordításán alapul.  Az eredeti cikk szerkesztőit annak laptörténete sorolja fel. Ez a jelzés csupán a megfogalmazás eredetét és a szerzői jogokat jelzi, nem szolgál a cikkben szereplő információk forrásmegjelöléseként.